# Liogonyleptoides inermis
Liogonyleptoides inermis is een hooiwagen uit de familie Gonyleptidae.